# Релятивізм
Релятиві́зм (від лат. relativus — відносний) — філософський, методологічний принцип, що підкреслює примат  відносності  між  об'єктами та процесами, підкреслюючи тимчасовість їх субстанціальних властивостей,  який полягає у метафізичній умовності змісту пізнання.

## Сутність релятивізму
Суть даного філософського напрямку: всяке знання відносно неусталене, суб'єктивне, залежить від людини.
Гносеологічні корені релятивізму — відмова від визнання неперервності у розвитку знання, перебільшення впливу конкретних умов. Факт розвитку пізнання, в ході якого воно переходить на новий вищий рівень, релятивісти розглядають як доказ його неістиності, суб'єктивності. Це приводить до заперечення об'єктивності пізнання взагалі, до агностицизму.

## Історія вчення
Релятивізм в часі сягає вчення давньогрецьких софістів. Раннім релятивістом можна вважати Протагора. Елементи релятивізму характерні і для античного скептицизму.
Аргументи релятивізму філософи XVI—XVIII ст. Мішель Монтень, П'єр Бейль) використовували для критики догматів релігії і основ метафізики. Іншу роль релятивізм відіграє у ідеалістичному емпіризмі (Джордж Берклі, Девід Юм; махізм, прагматизм, неопозитивізм). Абсолютизація відносності пізнання служить тут обґрунтуванням суб'єктивізму.